# Мурадимово (Біжбуляцький район)
Муради́мово (рос. Мурадымово, башк. Мораҙым) — присілок у складі Біжбуляцького району Башкортостану, Росія. Входить до складу Сухоріченської сільської ради.
Населення — 198 осіб (2010; 257 в 2002).
Національний склад:
- башкири — 48 %
- татари — 28 %